# Sablare

Foaie de tablă sablată

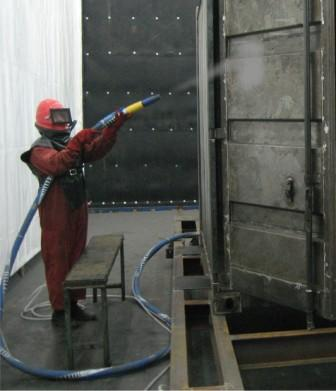
Sablator în hala de sablare

Sablarea este procesul de curățare sau finisare prin suflare abrazivă a suprafețelor de metal, piatră, sticlă sau alt material solid. Aceasta se realizează cu ajutorul alicelor metalice, electrocorindonului, nisipului sau al altor materiale abrazive granulare care sunt propulsate cu viteză prin centrifugare mecanică sau cu ajutorul unui jet de gaze (aer comprimat) sau lichide (apă sub presiune) spre suprafețele de prelucrat.
Sablarea se folosește atunci când, în vederea vopsirii, este necesar a  fi curățate suprafețe metalice complexe ce nu permit folosirea altor  metode. Se execută în incinte închise datorită gradului mare de pericol pe care îl prezintă jetul de aer comprimat și nisip la viteze foarte mari. 
Sablarea este utilizată în industria metalurgică, șantierele navale și în general oriunde este necesară curățarea rapidă a unor suprafețe.
Fenomene de sablare pot fi observate și în natură sub forma eroziunii eoliene a solului, sau a unor forme de relief.
Primul brevet de invenție privind sablarea a fost emis în anul 1870, în Anglia, pe numele lui Benjamin Chew Tilghman - originar din Philadelphia, Pennsylvania, USA - sub numărul de înregistrare 2147/18.10.1870. La 3 noiembrie 1870 Tilghman obține brevetul cu numărul 2900, brevet ce acoperă principiile de funcționare pentru instalațiile de sablare cu aruncătoare mecanice centrifugale (turbine).

## Definiții
Pentru o bună înțelegere a procesului de sablare este necesară definirea parametrilor suprafețelor sablate și descrierea utilității acestora.

### Gradul de curățare
Performanța diverselor tratamente care se aplică suprafețelor metalice este puternic influențată de eventualii contaminanți existenți pe ea, din acest motiv gradul de curățare este poate cel mai important parametru ce se urmărește pe parcursul sablării.
Gradul de curățare este definit în standardul ISO 8501-1 cu ajutorul unui pictorial comparativ, plecând de la calitatea suprafețelor metalice ce urmează a fi sablate. Calitatea inițială a suprafeței metalului este împărțită în următoarele categorii:
Suprafață de calitate A - Metalul este acoperit cu țunder puternic aderent sau cu alte depuneri rezultate în procesul de laminare sau turnare, fără a prezenta însă urme de oxidare.
Suprafață de calitate B - Metalul este acoperit cu țunder slab aderent sau cu alte depuneri rezultate în procesul de laminare sau turnare, prezintă și ușoare urme de oxidare.
Suprafață de calitate C - Metalul prezintă urme de țunder sau alte depuneri rezultate în procesul de laminare sau turnare, fiind puternic oxidat.
Suprafață de calitate D - Metalul este puternic oxidat, suprafața fiind corodată în profunzime.
Gradele de curățare pentru suprafețele metalice definite în ISO 8501-1 sunt:
Sa1 - De pe suprafața metalului au fost îndepărtate prin sablare depunerile slab aderente cum ar fi rugina, țunderul, vopseaua și mizeria. Se acceptă prezența pe suprafața sablată a vopselei și a țunderului puternic aderent, cu toate acestea întreaga suprafață trebuie să fi fost sablată.
Sa2 - De pe suprafața metalului au fost îndepărtate prin sablare depunerile de țunder, vopsea și rugină. Se acceptă prezența petelor superficiale de oxizi (umbre) iar în cazul în care suprafața inițială era de calitate D, se acceptă și prezența depunerilor pe fundul craterelor de coroziune.
Sa2 1/2 - De pe suprafața metalului au fost îndepărtate prin sablare toate depunerile de țunder, vopsea și rugină. Se acceptă prezența urmelor de oxizi cel mult sub forma de zgârieturi sau puncte, cu condiția ca cel puțin 95% din suprafața sablată să fie perfect curată (argintie).
Sa3 - De pe suprafața metalului au fost îndepărtate absolut toate depunerile de țunder, vopsea și rugină. Nu se acceptă absolut nici o urmă de contaminare superficială.

### Rugozitatea
Reprezintă măsurarea la o scală mică, a variațiilor în înălțime a unei suprafețe fizice (conform metrologiei suprafețelor). Această măsurare este opusă variațiilor la o scală mare care fac parte din geometria suprafeței sau denivelărilor nedorite. Rugozitatea poate fi o suprafață nedorită deoarece cauzează fricțiune și uzură, dar poate fi și benefică, deoarece permite prinderea lubrifianților și preîntâmpină sudarea acestora.
Indexul Internațional de Rugozitate (International Roughness Index - IRI) este un parametru folosit pentru determinarea comparativă a rugozității.
| Codul | Semnificație | Explicație                               |
| ----- | ------------ | ---------------------------------------- |
| R1    | foarte mare  | „zgrunțuros" - zgârie la pipăit          |
| R2    | mare         | „aspru" - neregularități ușor de simțit  |
| R3    | mijlocie     | „prăfos" - neregularități fine la pipăit |
| R4    | mică         | „neted"                                  |
| R5    | foarte mică  | „săpunos"                                |

### Măsurarea rugozității
Pentru estimarea rugozității sau profilului unei suprafețe sablate, se recomandă utilizarea unor instrumente de măsură și control specializate. 
Comparatoarele se folosesc pentru a măsura gradul de rugozitate a suprafeței sablate. Sunt disponibile în variante pentru măsurarea rugozității suprafețelor sablate cu alice rotunde și pentru măsurarea rugozității suprafețelor sablate cu alice colțuroase. Verificarea și preîntâmpinarea utilizării abrazivului contaminat, vor preveni costurile aferente refacerii învelișului suprafețelor. Metoda de testare constă în compararea vizuală și tactilă a suprafeței cu fiecare segmentai comparatorului. Segmentul care se apropie cel mai mult ca aspect, de suprafața de testare, ajută la încadrarea suprafeței în unul din segmente. 
Testarea cu instrumente digitale ce determină distanța „vârf-vale" reprezentată prin coeficientul Rz se face prin calcularea mediei a 10 măsurători efectuate în locații prestabilite. Înainte de începerea citirilor se recomandă calibrarea aparatului pe o plăcuță de sticlă.
Gradul de rugozitate al suprafețelor are o importanță deosebită în procesele de acoperire. Dacă rugozitatea este prea mică, aceasta are ca și consecință diminuarea aderenței învelișului la substrat. La polul opus, dacă rugozitatea este prea mare, există pericolul ca vârfurile profilului suprafeței să rămână neacoperite, permițând astfel apariția ruginei sau poate duce la un consum nejustificat de vopsea.

## Materiale pentru sablare
Nisipul s-a utilizat în mod curent, deoarece era foarte ieftin, dar din motive de protecție a mediului și operatorului, utilizarea acestuia a fost restrânsă. În prezent, tipurile de abraziv utilizate pentru sablare sunt:
- Materiale nemetalice
  - Minerale naturale: nisip de olivine, zirconiu, nisip de granat
  - Minerale artificiale: diferite tipuri de zgură (zgură de fier, de cupru, perle ceramice etc)
- Materiale metalice: alice din oțel, grid sau cilindrice, fontă dură, bronz
- Materiale organice: perle de nylon, particule abrazive provenite din coajă de nucă de cocos etc.[1]
- Apa sub presiune